# Johannes Stelling

Johannes Stelling

Johannes Stelling (* 12. Mai 1877 in Hamburg; † in der Nacht vom 21. zum 22. Juni 1933 im Zuge der Köpenicker Blutwoche in Berlin ermordet) war ein deutscher sozialdemokratischer Politiker. Stelling war von 1921 bis 1924 Ministerpräsident des Freistaates Mecklenburg-Schwerin.

## Leben

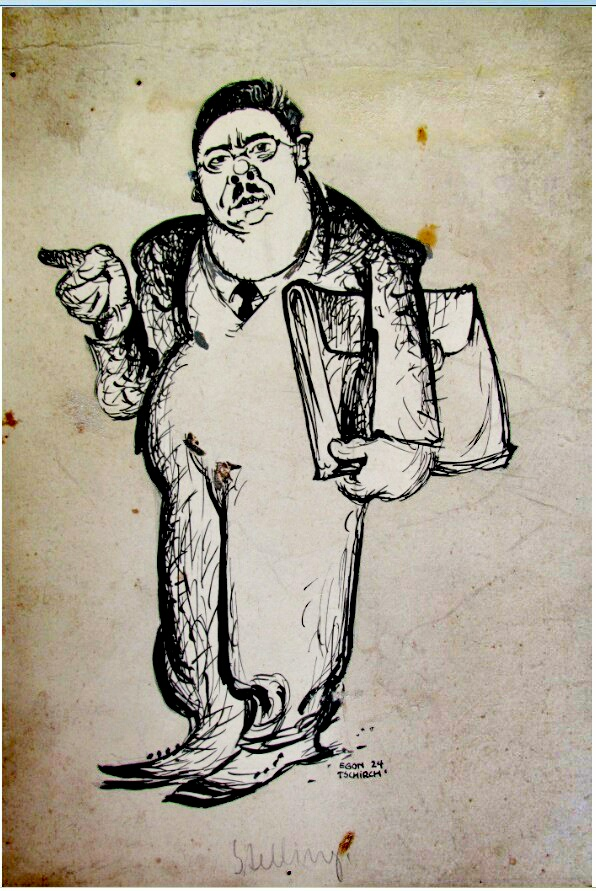
Ministerpräsident Stelling. Karikatur von Egon Tschirch (1924)

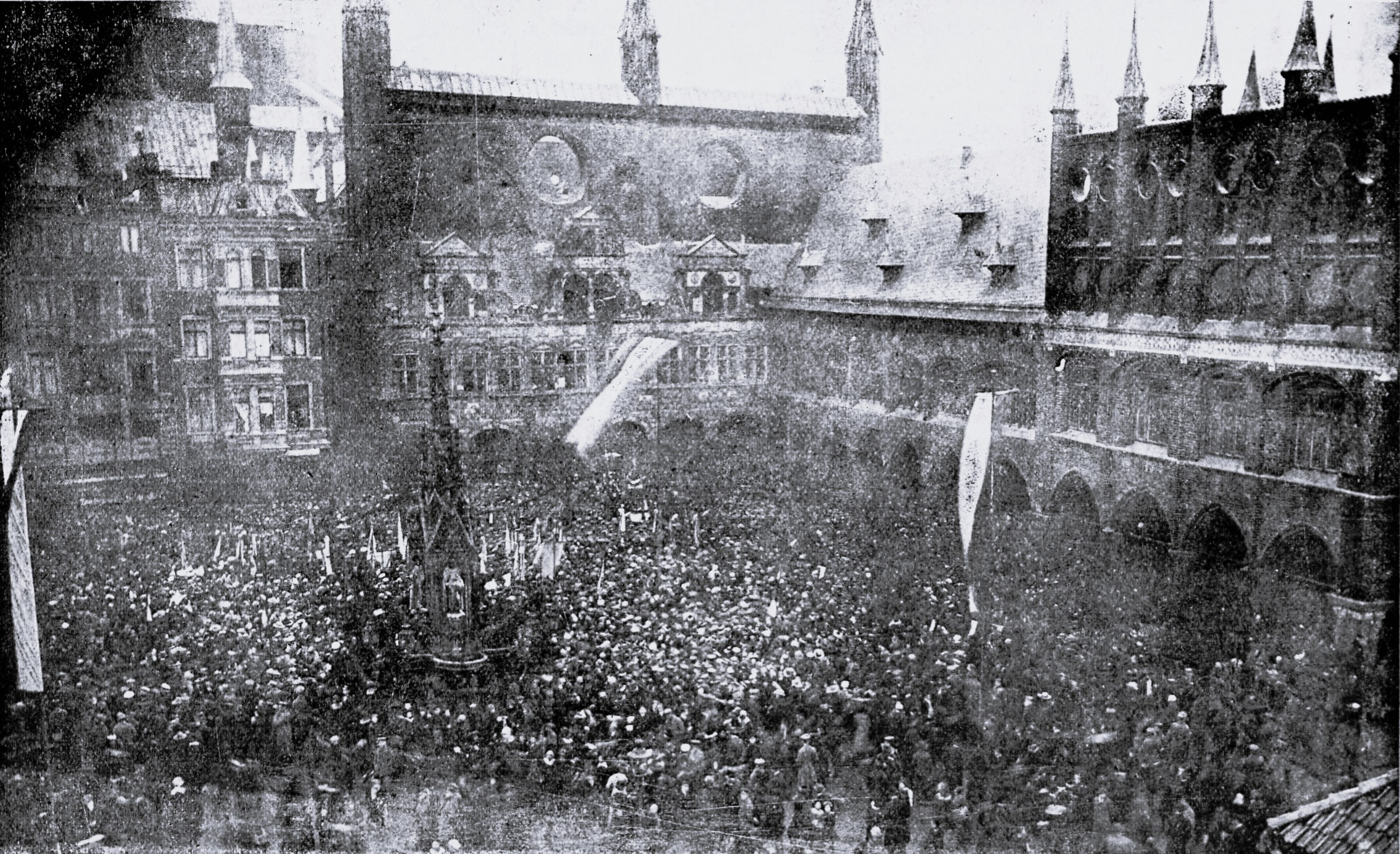
30. November 1918

### Im Kaiserreich und Erstem Weltkrieg
Nach dem Besuch der Volksschule in seiner Geburtsstadt absolvierte Stelling von 1892 bis 1895 eine kaufmännische Lehre, die er mit der Handlungsgehilfenprüfung abschloss. Nach einiger Zeit in seinem erlernten Beruf war er von 1901 bis 1919 Redakteur der sozialdemokratischen Tageszeitung Lübecker Volksbote. In dieser Zeit wurde er mehrfach verhaftet. Seit 1916 gehörte er der Kriegshilfe und dem Landesversorgungsamt Lübeck an.
Das heimische Regiment kehrte am Vormittag des 26. November 1918, vom Wachtdienst während der Übergangszeit um das elsaß-lothringische Straßburg herum kommend, auf dem Hauptbahnhof heim. In der offiziellen Feier am 30. November auf dem Markt begrüßte neben Bürgermeister Fehling als Vertreter des Senats auch Dimpker als Wortführer der Bürgerschaft, Retyfeldt als Mitglied des Soldatenrates und der Redakteur Johannes Stelling als Mitglied des Arbeiterrates das heimgekehrte Regiment. Von diesem waren jedoch nur noch Reste vorhanden. So hatten seine Offiziere bereits das Regiment verlassen. Da der Regimentskommandeur, Oberstleutnant Ludwig Hauß, erkrankt war, dankte der Brigadekommandeur des ebenfalls in Lübeck ansässigen Kommandos von der 81. Infanterie-Brigade, Oberst Hans von Werder, ihm im Namen des Regiments.

### Politisches Wirken
Schon früh trat Stelling der SPD bei. Er hatte ab 1. Mai 1901 einen Posten in der Redaktion des Harburger Volksblattes. Zwei Monate später trat er einen Redaktionsposten im Lübecker Volksboten an. Von 1907 bis 1919 war Stelling Abgeordneter der Lübecker Bürgerschaft. Bei der Novemberrevolution gehörte Stelling zum Kreise derer, die eine Demokratie in Deutschland einführen wollten. Er ließ sich erfolgreich zur Wahl in die 1919/20 der Weimarer Nationalversammlung aufstellen. Danach hatte er (mit Ausnahme der kurzen Wahlperiode von Mai bis Dezember 1924) bis zu seinem Tode 1933 ein Mandat im Reichstag.
Ab 16. August 1919 war er Innenminister und vom 19. Januar 1921 bis zum 18. März 1924 Ministerpräsident des Freistaates Mecklenburg-Schwerin. Von 1921 bis 1924 war er zudem Landtagsabgeordneter in Mecklenburg-Schwerin.
Seit 1924 gehörte er neben seinem Reichstagsmandat auch dem SPD-Parteivorstand an. Ebenfalls seit 1924 war er in führenden Funktionen Im Reichsbanners Schwarz-Rot-Gold im Gau Berlin-Brandenburg und Mitglied des Bundesvorstandes. 1928 wurde Stelling Führer des Gaues Berlin-Brandenburg. Von dieser „exponierten Position“ trat Stelling im Oktober 1932 aus „gesundheitlichen“ Gründen zurück. Als nach der Machtergreifung der Nationalsozialisten am 30. Januar 1933 u. a. die SPD mit Gewalt bekämpft wurde, weil sie in Opposition zum Nationalsozialismus stand, gehörte Stelling zu den Mutigen. Bei der Abstimmung über das Hitler-Ermächtigungsgesetz am 24. März 1933 gehörte Stelling zu den 94 aufrechten SPD-Abgeordneten, die als einzige der demokratischen Parteien im Reichstag gegen die Selbstausschaltung des Parlamentes stimmten. Als der SPD-Vorstand 1933 in die Tschechoslowakei emigrierte, blieb er – trotz Warnungen vor Misshandlungen und möglicher Ermordung durch die Nazis – in Deutschland und hielt den Kontakt zwischen den Emigranten und den in Deutschland gebliebenen Mitgliedern.

### Ermordung
Aufgrund seiner Prominenz und entschiedenen Haltung gegen die nationalsozialistische Diktatur des Dritten Reiches, wobei er sich unter anderem in der Öffentlichkeit und im Ausland darum bemühte, den Reichstagsbrand als von den Nationalsozialisten bewusst provoziert klarzustellen, wurde Stelling in der Nacht vom 21. zum 22. Juni 1933 im Auftrag des Berliner SA-Sturmbannführers Herbert Gehrke verfolgt und mit mehreren anderen Gesinnungsgenossen verhaftet. Augenzeugen, so der gleichfalls verschleppte Parteifreund Heinrich Reinefeld, berichteten, dass Stelling vor dem gemeinsamen Abtransport in das örtliche Amtsgerichtsgefängnis im Lokal Seidler durch über 150 sich abwechselnde SA-Schläger erniedrigt, misshandelt und gefoltert wurde. Am 1. Juli des gleichen Jahres wurde aus der Dahme ein mit Steinen beschwerter Sack geborgen, der die durch zahlreiche Oberkörper-Schussverletzungen entstellte Leiche eines Mannes enthielt. Nur anhand eines Trauringes und eines Monogramms auf dem Taschentuch konnten Verwandte die sterblichen Überreste Johannes Stelling zuordnen.

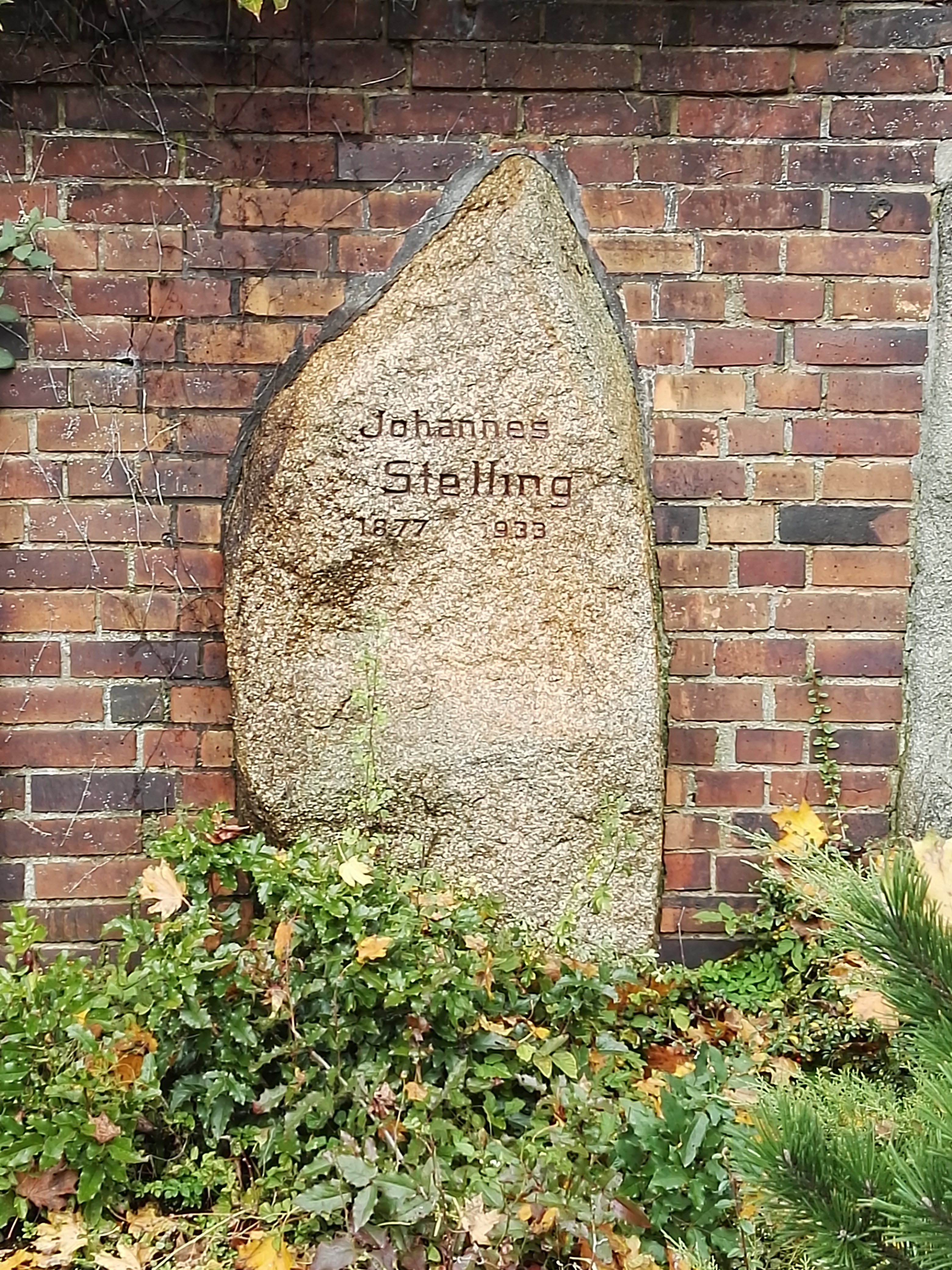
Grabstätte

Der ehemalige Ministerpräsident von Mecklenburg-Schwerin und Reichstagsabgeordnete der SPD war eines der Opfer der Köpenicker Blutwoche, in der im Zeitraum vom 21. bis 26. Juni 1933 zahlreiche Gegner des Nationalsozialismus von der SA gefangen genommen und misshandelt und über 20 ermordet wurden. In Säcken eingenäht, die das Wasser der Dahme Anfang Juli 1933 der Grünauer Fähre anschwemmte, wurden die verstümmelten Leichen von Johannes Stelling, Paul von Essen und Karl Pokern gefunden. Stelling und Essen wurden, unter großer Anteilnahme ihrer sozialdemokratischen Genossen, im Juli 1933 im Krematorium Wedding (Gerichtsstraße) eingeäschert. Johannes Stelling wurde am 15. August 1933 auf dem Zentralfriedhof Friedrichsfelde beigesetzt. Am 12. Februar 1934 schlug die Zentralstaatsanwaltschaft das „Verfahren in der Todesermittlungssache Stelling, von Essen, Pokern und Pohle“ nieder.
Das Grab Stellings wurde durch die DDR-Führung am 4. Dezember 1950 in die Gedenkstätte der Sozialisten eingegliedert und gehört seither zur Reihe der Gräber und Denkmäler an deren Ringmauer.

## Gedenken
- Der Stellingdamm in Berlin-Köpenick wurde nach ihm benannt und
- die Johannes-Stelling-Straße in Schwerin,   Greifswald und Lübeck.
- Die SPD-Fraktion im Landtag von Mecklenburg-Vorpommern verleiht seit 2006 jährlich den Johannes-Stelling-Preis.
- Seit 1992 erinnert in Berlin in der Nähe des Reichstags eine der 96 Gedenktafeln für von den Nationalsozialisten ermordete Reichstagsabgeordnete an Stelling.
- Am Stellingdamm 36 in Köpenick gibt es eine Gedenktafel und einen Stolperstein für Johannes Stelling.

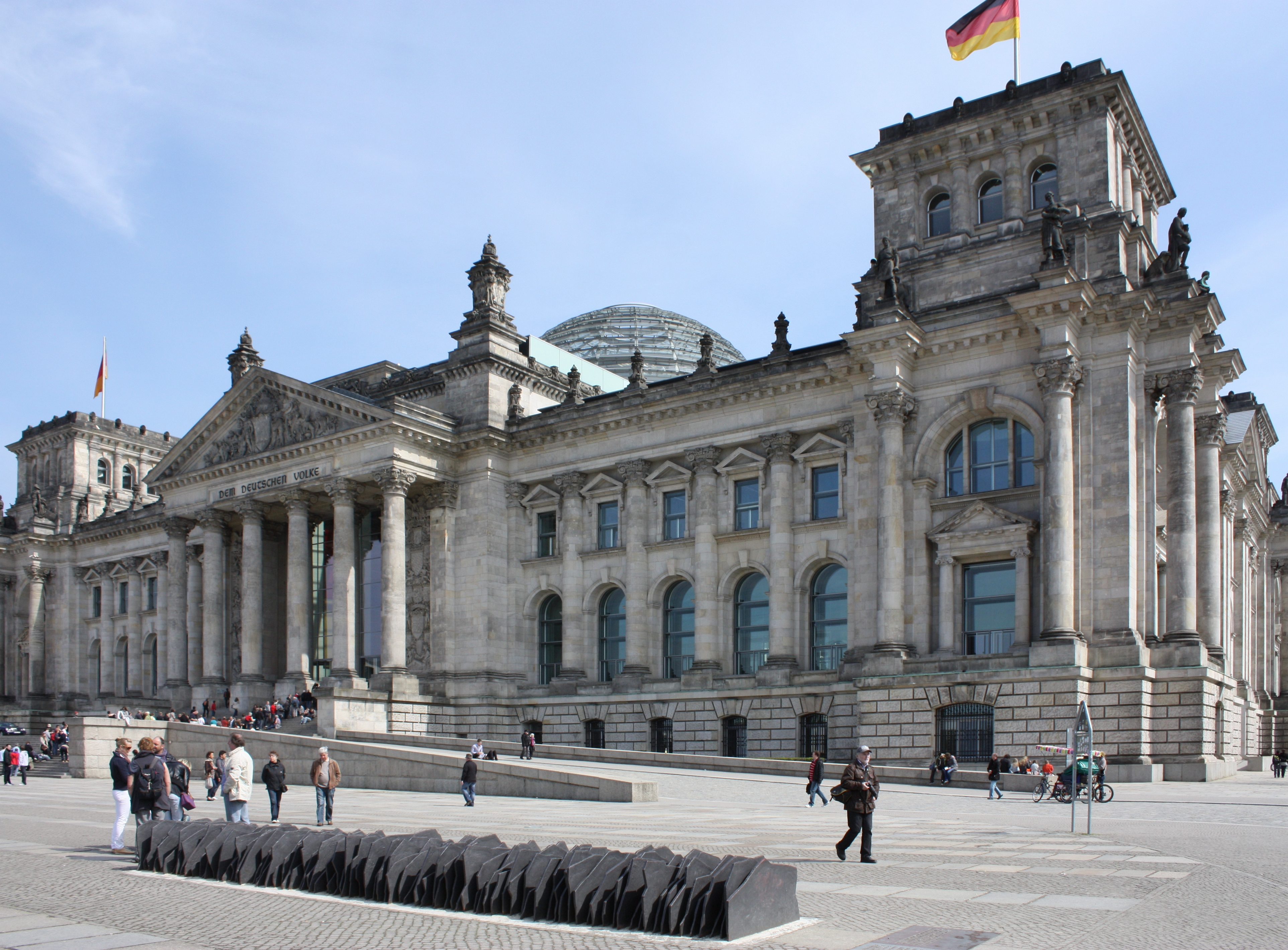
Gedenktafeln am Reichstag
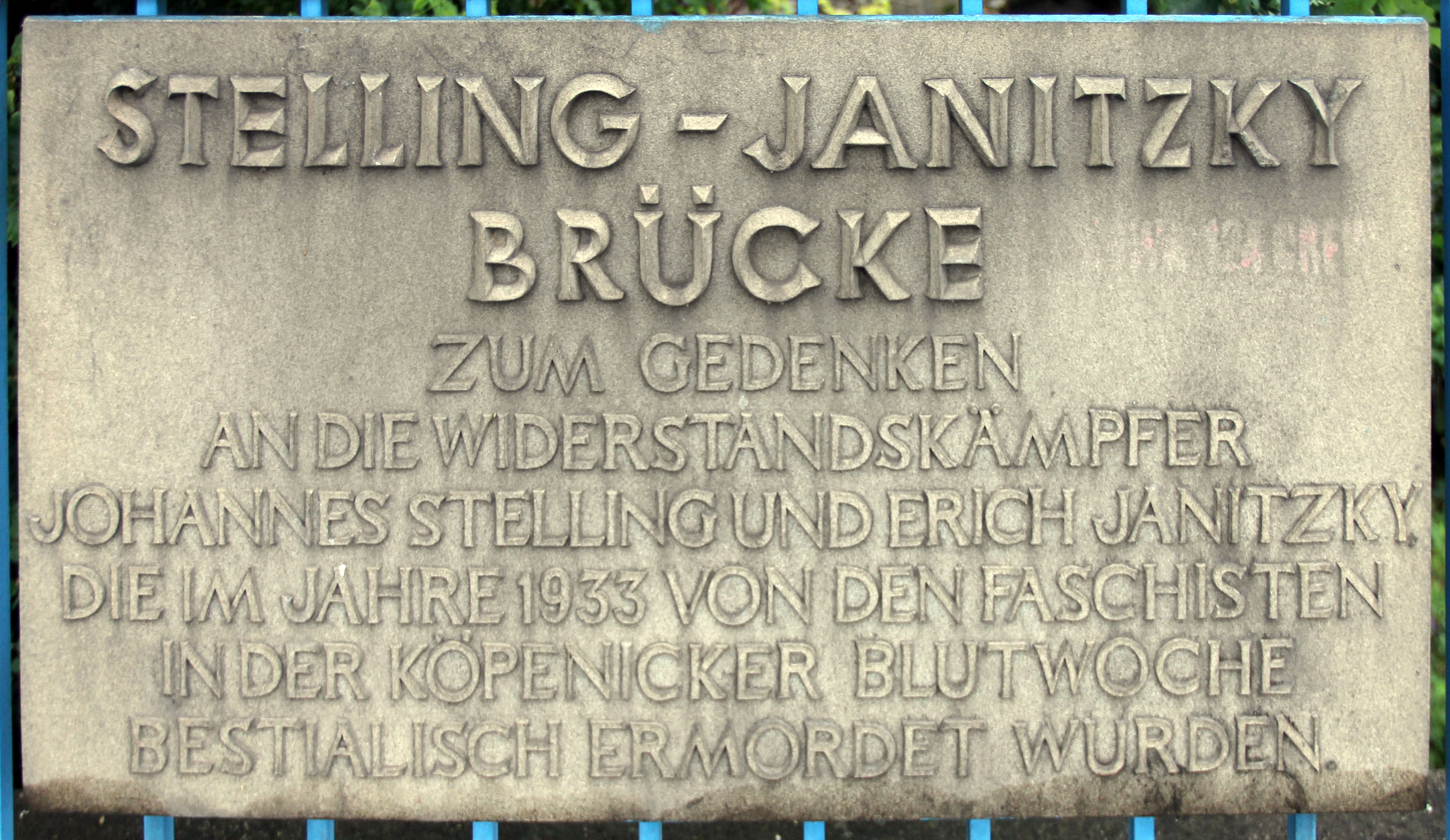
Gedenktafel an der Stelling-Janitzky-Brücke, in Berlin-Adlershof
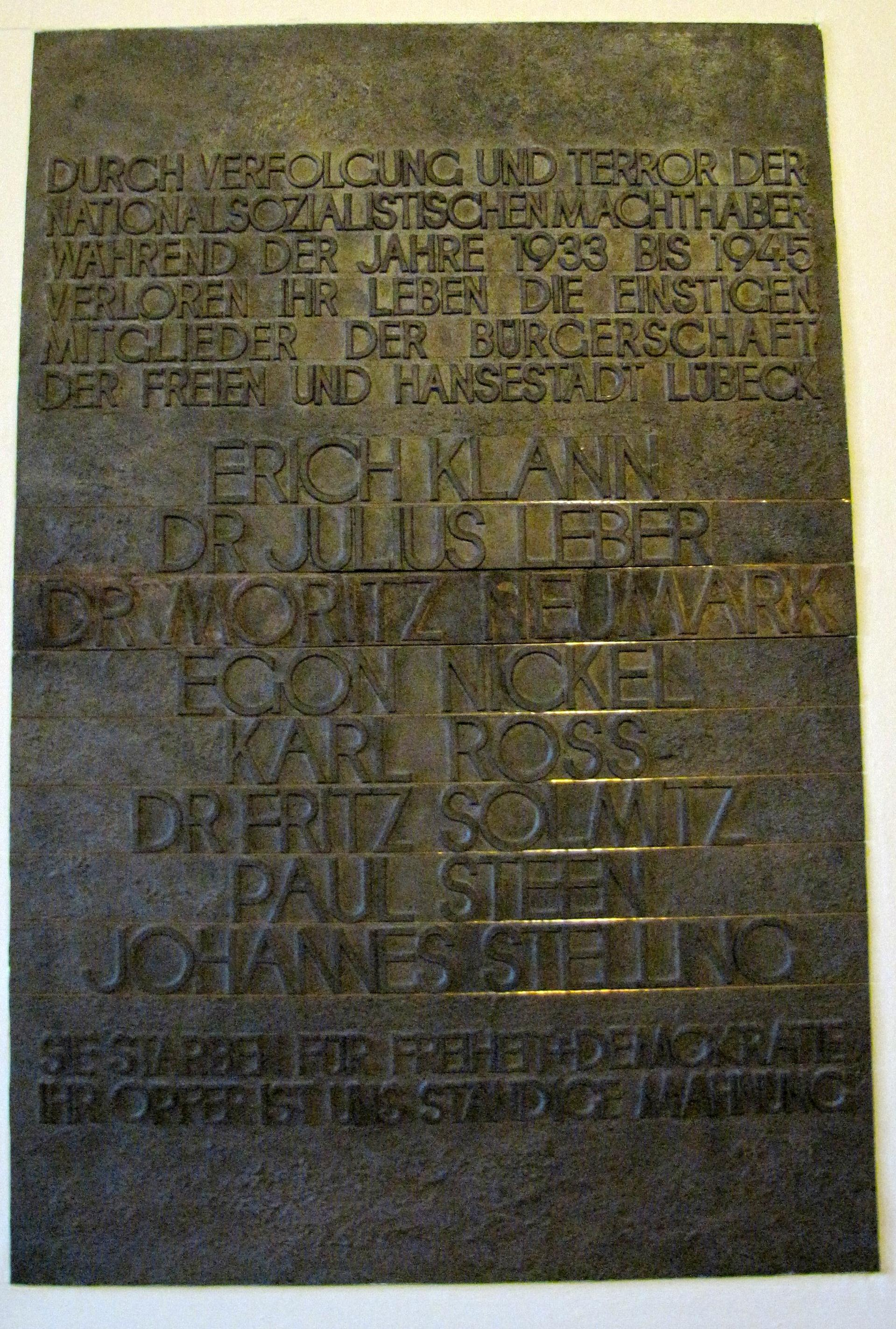
Gedenktafel im Lübecker Rathaus für die Bürgerschaftsmitglieder, die Opfer des Nationalsozialismus wurden
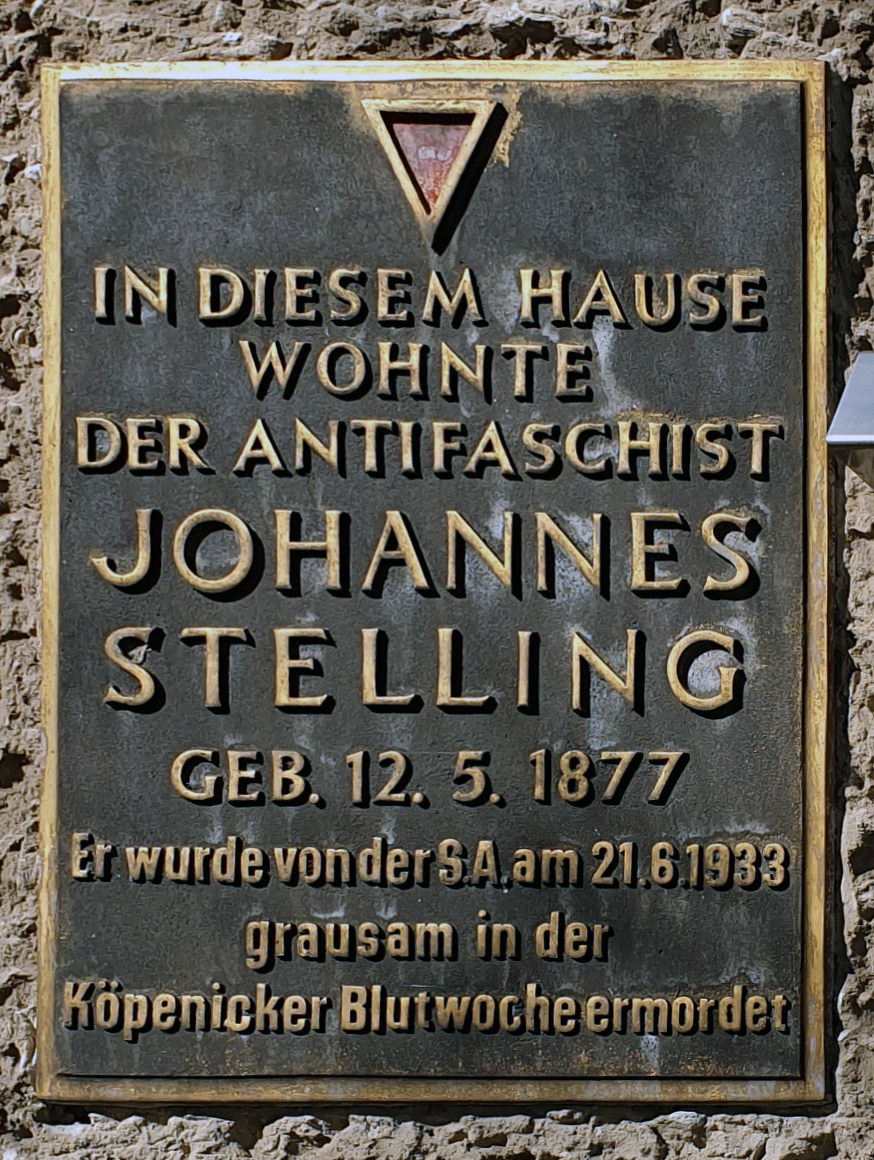
Gedenktafel an seinem ehemaligen Wohnhaus, Stellingdamm 36, Berlin-Köpenick
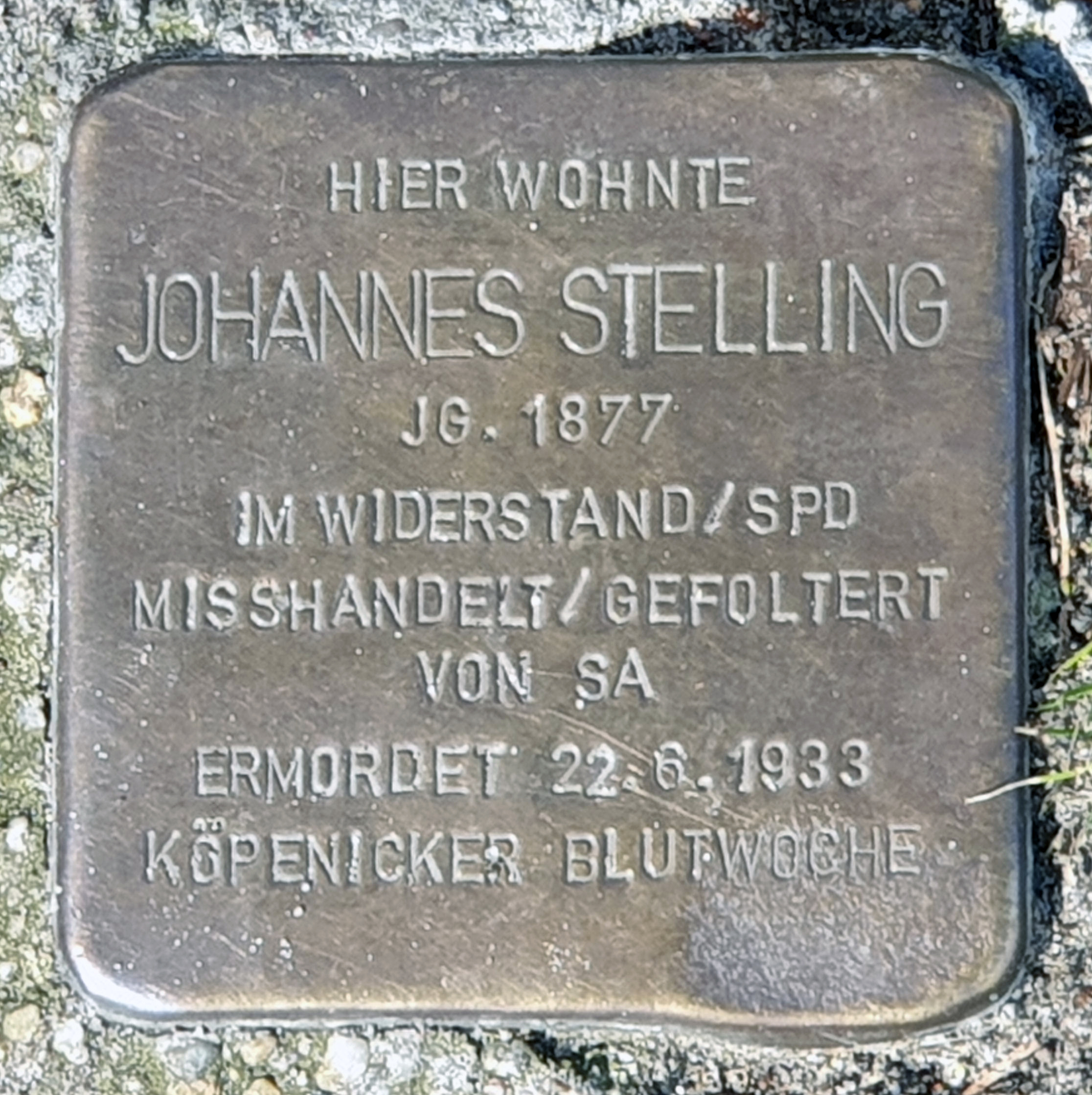
Stolperstein vor seinem ehemaligen Wohnhaus, Stellingdamm 36, Berlin-Köpenick

## Schriften
- Kommentar zu den kommunalpolitischen Richtlinien der Sozialdemokratischen Partei Deutschlands. (Paul Hirsch hat die Richtlinien erläutert, Johannes Stelling hat das Vorwort geschrieben) Dietz Verlag, Berlin 1929.
- Reden von Albert Grzesinski und Johannes Stelling zu den Gemeindewahlen 1932. Bundesarchiv, BArch TONY 1/1638. TB 32/1 und 2. (Lagerungssignatur) TD-Nr. 44 und 45